# Gesteltak
Een gesteltak is een hoofdtak die het gestel (= geraamte of frame) vormt van een boom of struik. De gesteltak wordt gevormd op de plaats waar de stam van de boom gaat vertakken. De hogere gesteltakken zitten op de plaats waar de harttak vertakt. De gesteltak vertakt weer in dunnere takken, die op hun beurt ook weer vertakken. De vorm van de boom wordt gevormd door de gesteltakken.
Zo bestaat een hoogstamboom uit een stam met meestal 3–5 gesteltakken. Bij een spil bestaan de gesteltakken uit dunne horizontale takken.

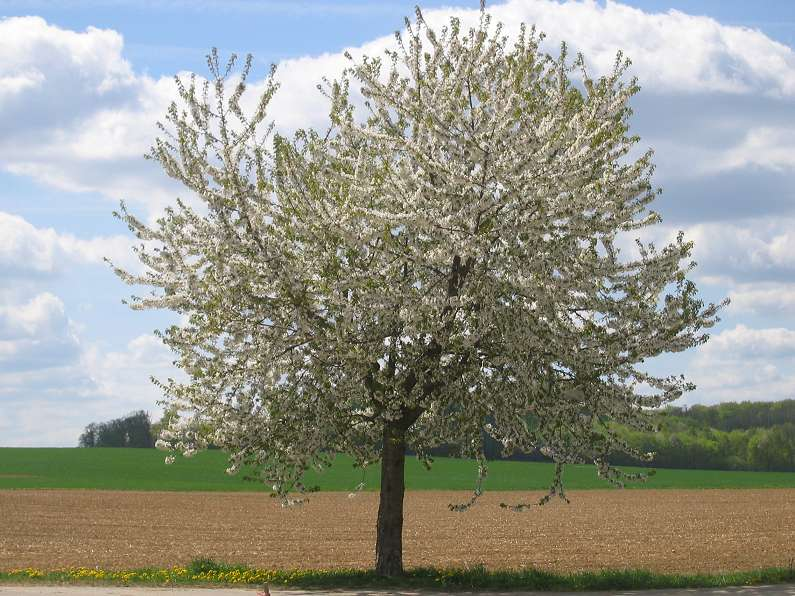
Hoogstamboom van een kers. De dikke takken zijn de gesteltakken. Er is geen harttak.
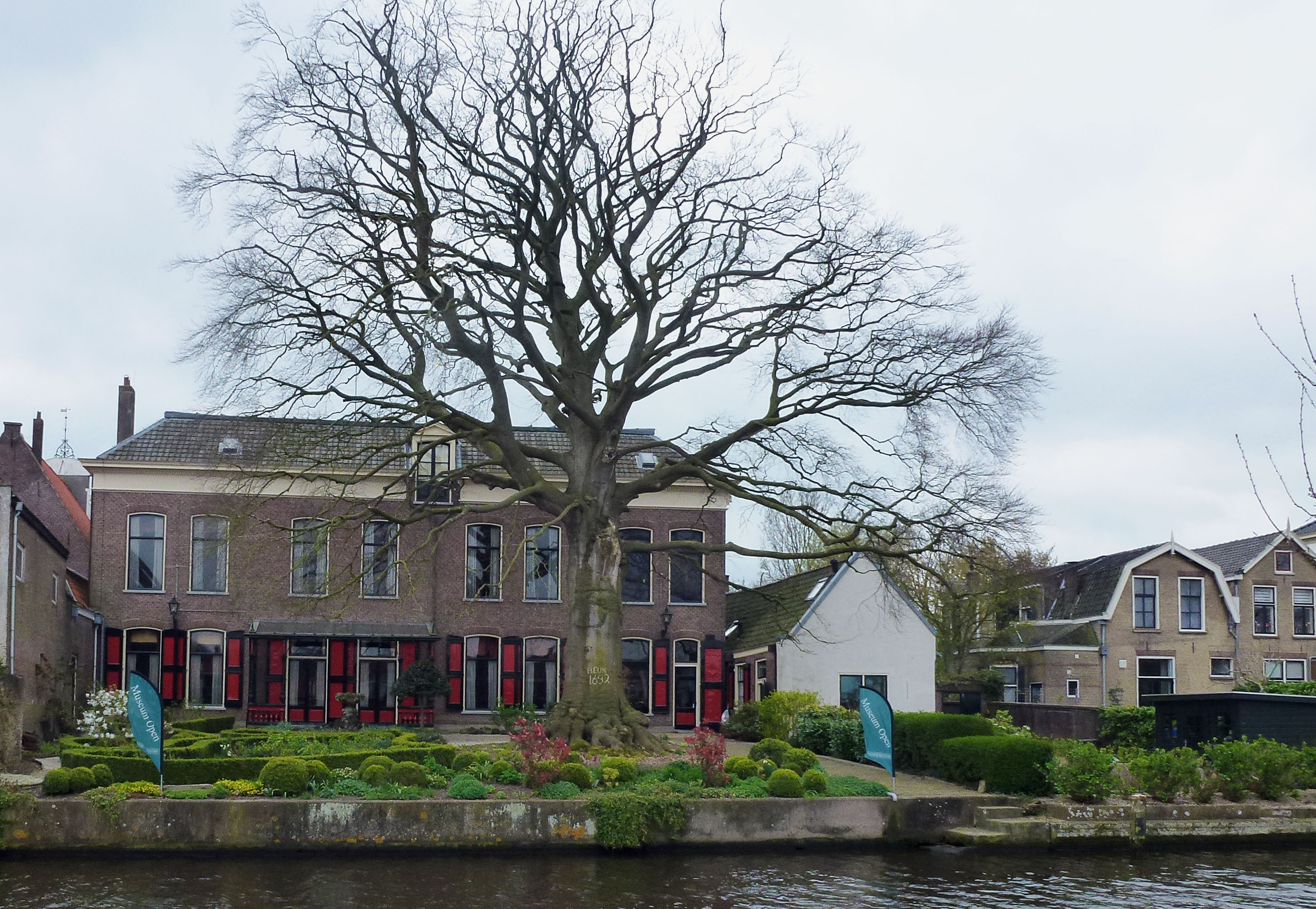
Beuk met harttak. De gesteltakken zitten aan de harttak.
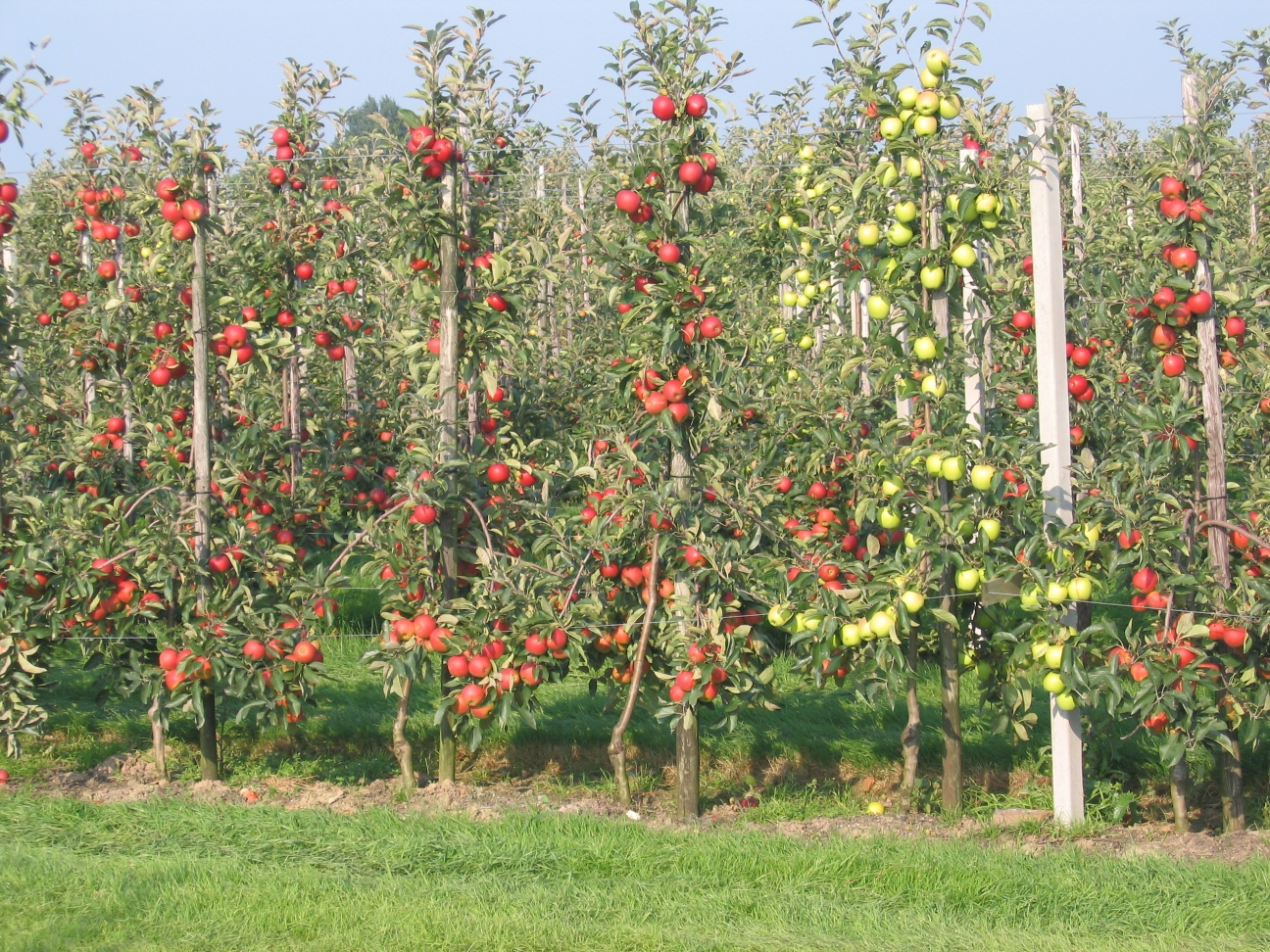
Appelbomen in de vorm van zogenaamde "spillen", in een boomgaard. De horizontale takken zijn de gesteltakken, die hier aan de harttak zitten.